# 평안북도예술극장
평안북도예술극장(平安北道藝術劇場)은 조선민주주의인민공화국 평안북도 신의주시에 있는 극장으로 1982년 김일성 생일 70돌을 기념하여 완공되었다. 명칭에 있듯이 평안북도예술단의 전용극장이며 이 극장의 건립 과정에는 김일성이 직접 지도를 했다고 한다.

## 외관과 위치
평안북도예술극장은 신의주시 중심광장에 위치하고 있다. 역전 중심도로의 거리형성축을 받아주는 시종점 로터리에 있는데 건물의 주변은 주차장과 공원이 꾸며져 열린 공간을 형성하고 있으며 건축물은 중시축대칭 수법에 의해 웅장한 느낌을 주고 있다. 특히 건물의 기단을 높이고 정면에 높은 노대와 대계단을 배치한 것, 창밑 벽면들에 부각장식판을 붙인 것, 기둥과 덧기둥, 처마장식 등은 현대적이면서도 민족건축의 특성을 일부 활용하고 있다.
관람석 수가 1,600석인 극장의 연건축면적은 18,400m2, 건축면적은 6,500m2이며 건물의 길이는 90여m, 너비는 60여m, 높이는 30m이다. 건물의 층수는 정면 4층, 뒷면 5층으로 되어 있다. 건물은 4.5×4.5m의 기둥망으로 형성되었으며, 층고는 5.4m이다. 김일성은 1985년 5월 극장을 방문한 것으로 되어 있다.

## 내부 구조
극장의 내부는 현관홀과 관람홀, 무대로 구성되어 있는데, 현관의 중앙홀은 다른 극장과 마찬가지로 관통홀로 되어 있다. 특히 이 극장의 중앙홀에는 정면중심벽에 김일성과 김정일을 형상한 대형 그림을 배치하여 건물의 사상성을 높이고 있는데 이는 북한식 건축물의 한 특성이라 할 수 있다. 이 극장의 관람홀은 벽면과 천정의 건축음향학적 처리에 의해 북한식 가극을 비롯하여 연극 등 다양한 공연예술이 상연 가능하도록 하였다. 전체적으로 장식을 단순화하였으며, 천정에는 민족적 정서를 고려하여 ‘소라반자식 격자무늬’로 디자인한 후 4각형 모양 형광등을 균등하게 배치하였다.
무대부분은 무대오프닝 크기를 18.0×7.5m로 하였으며, 뒷무대에는 직경 9m의 회전무대를 설치하였다. 또한 오케스트라 피트가 승강할 수 있도록 가변성을 높였다. 이 외에도 극장에는 관현악연습실, 무용연습실을 비롯한 각종 연습실과 무대미술제작실, 배우실, 분장실, 창작실을 갖추고 있는 등 자체 제작공연이 가능한 구조를 갖추고 있다.

## 이용 현황
평안북도예술극장은 평안북도예술단의 정기공연(주로 음악무용종합공연) 및 각종 기념공연이 펼쳐지는 곳이며 간혹 중앙예술단의 지방공연시 공연장으로 활용되고 있기도 하다. 이러한 상황은 지방의 다른 극장에서도 유사한 양상을 보이고 있는데 다만 평안북도예술단의 공연종목이 주로 음악무용종합공연인데 비해 강원도예술단이나 함경북도예술단의 경우처럼 ‘혁명가극’을 공연하는 경우도 있다. 또 함흥대극장이나 안주극장의 경우에는 평양예술단이나 만수대예술단 등 평양의 중앙예술단 공연도 가끔 이루어지고 있다.